# Максим Коваль (канадський футболіст)
Максим Данило Коваль (англ. Maksym Danylo Kowal; нар. 4 червня 1991, Торонто, Онтаріо, Канада) — канадський футболіст українського походження, нападник нижчолігового німецького клубу «Грайфсвальдер».

## Ранні роки
Народився в Торонто, Онтаріо в родині етнічних українців, але виріс у Місісазі. Футболом розпочав займатися в УСК «Карпати», а згодом приєднався до «Ерін-Міллс» (U-14).

## Клубна кар'єра

### Виступи в коледжі та за напівпрофесіональні клуби
З 2009 року навчався в Університеті в Буффало (штат Нью-Йорк), де виступав за місцеву футбольну команду. Під час навчання в коледжі грав у Прем’єр-лізі розвитку USL за «Де Мойн Менас» і «Торонто Лінкс». 

### Англія
У 2013 році виїхав до Англії, де приєднався до нижчолігового колективу «Барнстейпл Таун». Після цього грав за «Тівертон Таун». По ходу сезону 2014 року приєднався до клубу восьмого дивізіону Англії «Карлтон Таун».

### Польща
У 2015 році приєднався до польського клубу Першої ліги «Відзев» (Лодзь). Однак через процедурні причини, оскільки Максим прибув з непрофесіонального клубу, не зміг бути зареєстрованим, щоб мати право грати в матчах чемпіонату. Наприкінці сезону «Відзев» понизився в класі, збанкрутував й опустився у п’ятий дивізіон, а в липні 2015 року приєднався до «Ракува» з Другої ліги. У лютому 2016 року його віддали у 6-місячну оренду до «Олімпія» (Замбрів). Наступного сезону приєднався до ЛКС (Лодзь), допоміг команді у вище вказаному сезоні підвищитися в класі.

### Нова Зеландія
У 2017 році за рекомендацією друга, який грав у АСБ Прем'єршипі, приєднався до «Тасман Юнайтед». Під час міжсезоння приєднався до «Норз Веллінгтон» з Центральної Прем'єр-ліги (другого дивізіону чемпіонату Нової Зеландії), якій допоміг виграти чемпіонат та завоював «Золоту бутсу» турніру (23 голи), а також відзначився ще трьома голами у Кубку Чатема 2018. Його також визнали найкращим гравцем ліги. У вересні 2018 року повернувся до вищого дивізіону новозеландського футболу, приєднався до «Кентербері Юнайтед».

### Канада
У 2019 році повернувся на північноамериканський континент, щоб грати в Лізі 1 Онтаріо за «Воган Аззуррі». Виступав у чемпіоншипу Канади 2019 проти «Вондерерз». У липні за 21 хвилину відзначився хет-триком у матчі проти Дарем Юнайтед. У своєму дебютному сезоні з Воганом став найкращим бомбардиром чемпіонату, завоював «Золоту бутсу», а також отримав звання найціннішого гравця ліги. Наприкінці 2019 року грав у Канадській футбольній лізі за ФК «Юкрейн Юнайтед».
10 серпня 2020 року підписав контракт із представником Прем’єр-ліги Канади «Атлетіко» (Оттава). 15 серпня дебютував в першому матчі «Оттави» проти «Йорк9», в якому вийшов на заміну та допоміг зіграти внічию (2:2).

### Німеччина
27 жовтня 2020 року приєднався до німецького клубу «Германія» (Гальберштадт) з Регіональної ліги «Північний-Схід». Наступного дня дебютував за нову команду, відзначився голом у воротах «Хем'є» (Лейпциг). Він відсвяткував гол, знявши футболку, за що отримав другу жовту картку й вилучення. Потім йому довелося повернутися до Канади через проблеми з подорожами, перш ніж повернутися до Німеччини, однак незабаром після цього сезон призупинили до кінця 2020 року через другу хвилю пандемії COVID-19.
У липні 2022 року приєднався до «Грайфсвальдера», який нещодавно підвищився до вище вказаного дивізіону.

## Особисте життя
Родина Максима, який народилася в канадському Міссісаузі, штат Онтаріо, має українське походження, хоча обоє його батьків народилися в Польщі . Має подвійне громадянство, Польщі та Канади. Його батько грав у баскетбол на професіональному рівні в Польщі за АЗС (Щецин) та АЗС (Кошалин). Відвідував середню школу Сент-Пол у Міссіссаузі та грав на молодіжному рівні за «Ерін-Міллс Іглз», де виграв провінційний чемпіонат U-18 2009 року.

## Статистика виступів

### Клубна
Станом на 4 лютого 2022
| Клуб                         | Сезон             | Ліга              | Ліга                                     | Ліга  | Ліга | Кубок | Кубок | Плей-оф | Плей-оф | Загалом | Загалом |
| Клуб                         | Сезон             | Півень            | Дивізіон                                 | Матчі | Голи | Матчі | Голи  | Матчі   | Голи    | Матчі   | Голи    |
| ---------------------------- | ----------------- | ----------------- | ---------------------------------------- | ----- | ---- | ----- | ----- | ------- | ------- | ------- | ------- |
| «Де Мойн Менас»              | 2012              | 4                 | Прем'єр-ліга розвитку                    | 10    | 1    | 1     | 0     | —       | —       | 11      | 1       |
| «Торонто Лінкс»              | 2013              | 4                 | Прем'єр-ліга розвитку                    | 11    | 2    | —     | —     | —       | —       | 11      | 2       |
| «Барнстейпл Таун»            | 2013–14           | 10                | Перший дивізіон Західної футбольної ліги | ?     | ?    | ?     | ?     | —       | —       | ?       | ?       |
| «Тівертон Таун»              | 2013–14           | 8                 | Див 1 Півд-Зх Південна ФЛ                | ?     | ?    | ?     | ?     | ?       | ?       | ?       | ?       |
| «Карлтон Таун»               | 2014–15           | 8                 | Див. 1 Південь Північної футбольної ліги | 10    | 1    | 2     | 1     | —       | —       | 12      | 2       |
| «Відзев» (Лодзь)             | 2014–15           | 2                 | Перша ліга                               | 0     | 0    | 0     | 0     | —       | —       | 0       | 0       |
| «Ракув»                      | 2015–16           | 3                 | Друга ліга                               | 13    | 2    | 1     | 0     | —       | —       | 14      | 2       |
| «Олімпія» (Замбрів) (оренда) | 2015–16           | 3                 | Друга ліга                               | 13    | 1    | 0     | 0     | —       | —       | 13      | 1       |
| ЛКС (Лодзь)                  | 2016–17           | 4                 | III ліга - Група 1                       | 25    | 4    | 0     | 0     | —       | —       | 25      | 4       |
| «Тасман Юнайтед»             | 2017–18           | 1                 | АСБ Прем'єршип                           | 18    | 6    | 0     | 0     | —       | —       | 18      | 6       |
| «Норз Веллінгтон»            | 2018              | 2                 | Центральна Прем'єр-ліга                  | 18    | 23   | 4     | 3     | —       | —       | 22      | 26      |
| «Кентербері Юнайтед»         | 2018–19           | 1                 | АСБ Прем'єршип                           | 16    | 6    | —     | —     | 1       | 0       | 17      | 6       |
| «Воган Аззуррі»              | 2019              | 3                 | Ліга 1 Онтаріо                           | 14    | 14   | 2     | 0     | 2       | 2       | 18      | 16      |
| «Юкрейн Юнайтед»             | 2019              | N/A               | Канадська футбольна ліга                 | 4     | 2    | —     | —     | ?       | ?       | 4       | 2       |
| «Атлетіко» (Оттава)          | 2020              | 1                 | Прем'єр-ліга Канади                      | 3     | 0    | —     | —     | —       | —       | 3       | 0       |
| «Германія» (Гальберштадт)    | 2020–21           | 4                 | Регіоналліга Північний-Схід              | 1     | 1    | 0     | 0     | —       | —       | 1       | 1       |
| «Германія» (Гальберштадт)    | 2021–22           | 4                 | Регіоналліга Північний-Схід              | 15    | 0    | 0     | 0     | —       | —       | 15      | 0       |
| Усього за кар'єру            | Усього за кар'єру | Усього за кар'єру | Усього за кар'єру                        | 171   | 62   | 10    | 4     | 3       | 2       | 184     | 69      |